# Xyphosia malaisei
Xyphosia malaisei är en tvåvingeart som beskrevs av Erich Martin Hering 1938. Xyphosia malaisei ingår i släktet Xyphosia och familjen borrflugor. Inga underarter finns listade i Catalogue of Life.